# ذا كساندرا كروسينغ
معبر كساندرا أو ذ كساندرا كروسينغ (بالإنجليزية: The Cassandra Crossing)‏ هو فيلم كوارث بريطاني من إنتاج العام 1976، ومن إخراج جورج بان كوزماتوس ومن بطولة ريتشارد هاريس، أفا غاردنر، صوفيا لورين، مارتن شيين، برت لانكستر، أو جاي سيمبسون ولي ستراسبرغ.

## رواية الفيلم
تدور أحداث رواية الفيلم حول ركاب قطار عابر للقارة الأوروبية في رحلة من جنيف إلى ستوكهولم. يصاب بعضهم بعدوى فيروسية من إرهابي سويدي مريض صعد على متن القطار خلسة، والذي فر من هجوم على مختبر طبي تابع لبعثة الولايات المتحدة في مقر منظمة الصحة العالمية في جنيف بعد أن أصيب.
يقوم برت لانكستر بأداء دور الكولونيل الأمريكي ديفيد ماكينزي والذي يريد إرسال القطار عبر خط سكة حديدية مهجور كان يستعمل أثناء الحكم النازي إلى معسكر اعتقال في جانوف ببولندا.
الأمر الأخطر هنا أن خط السكة الحديدي هذا يمر عبر جسر حديدي متآكل وغير مستخدم يعرف باسم معبر كساندرا "Cassandra Crossing"، كما أن ماكينزي يعلم جيدا أن الجسر قد ينهار ما أن يمر عليه القطار.
الركاب البارزون في القطار هم الدكتور جونثان تشامبرلين (ريتشارد هاريس) وزوجته السابقة جنيفير (صوفيا لورين)، نيكول درسلر (أفا غاردنر) والتي هي زوجة تاجر سلاح وهي على علاقة مع مهرب المخدرات الشاب روبي نافارو (مارتن شين).
الدكتورة إلينا سترادنر (إنغريد ثولين) وهي طبيبة في منظمة الصحة العالمية والتي تريد انقاذ الركاب، حيث تحاول بيأس اقناع الكولونيل مكينزي بتوقيف القطار.
الركاب ليسوا على علم بنا يحدث حتى يقترب القطار من باريس يتم تحول القطار إلى نورنبيرغ حيث يتم ايقاف القطار وإغلاقه بالكامل بما في ذلك النوافذ وتحت الحراسة المشددة، وتزويده بنظام للتزويد بالأكسجين فيما يصعد على متنه فريق طبي تابع للجيش الأمريكي. فيما يتم احكام اغلاق القطار لمنع من بداخله من الخروج يحاول هيرمان كبلان (لي ستراسبرغ) والذي كان أحد الناجين من الهولوكوست يكتشف الأمر والموقع الذي يعيد إليه ذكرى سيئة، فيصاب بالهلع ويحاول الهرب لكنه يصاب بالرصاص خلال العملية ويجرح ليتم ارجاعه إلى القطار.
أثناء مداواته من قبل الدكتور تشامبرلين، يخبر كبلان تشامبرلين عن معبر كسندرا، فيصاب تشامبرلين بالقلق كون أن عبورهم مقرر عبر ذلك الجسر وفي وقت قريب.
يتماثل ركاب القطار شيئا فشيئا للشفاء من المرض، فيقوم الدكتور تشامبرلين باعلام مكينزي والدكتورة سترادنر بهذا التطور وبأنه لا حاجة للقطار باكمال الطريق إلى بولندا. وتتفق الأخيرة مع الدكتور تشامبرلين لكن مكينزي يرفض بالطبع ايقاف القطار عن مواصلة الطريق.
هنا يبدأ تشامبرلين بالاتفاق مع بعض الركاب واعلام أعداد من الركاب أن القطار يتوجه بهم إلى حتفههم للتغطية على عملية أمريكية غير قانونية لتطوير جراثيم في مختبر على أرض بلد محايد. وهنا يسابق تشامبرلين الزمن من أجل السيطرة على القطار المسيطر عليه من قبل قوات الجيش المسلحة. وفي محاولة منه يفجر عربة الطعام التي تفصل بين الدرجة الثانية في القطار في مؤخرة القطار وبقية القطار ومحاولة إيقاف العربات المفصولة قبل الوصول للجسر وبعد محاولات متعاقبة تفشل عملية التفجير ليحاول كابلان مخاطرا بنفسه لتفجير العربة وفصل بقية العربات.
يبدأ القطار بالعبور على الجسر الصدئ وتبدأ عربات الدرجة الأولى بالسقوط والانفجار وسط صراخ الركاب وانهيار الجسر. ولحسن الحظ انفصلت عدة عربات في مؤخرة القطار عن مقدمته حيث يستخدم الركاب مكابح الطوارئ لتتوقف العربات على بعد أمتار قليلة جدا من سكة الجسر المنهارة.
يبدأ الناجون المذعورون بالهرب فيما يظهر مشهد مغادرة الكولونيل ماكينزي بهدوء. فيما يسمع صوت تقرير إذاعي في نهاية الفيلم يذكر أن كلا من ماكينزي وسترادنر «تحت المراقبة».

## الإنتاج
الجسر الذي ظهر في الفيلم هو في الواقع جسر غارابي "Viaduc de Garabit" في جنوب فرنسا والذي قام ببنائه المهندس غوستاف إيفل بين عامي 1880 و1884 قبل أن يقوم ببناء برج إيفيل الشهير.

## وصلات خارجية
- ذا كساندرا كروسينغ على موقع IMDb (الإنجليزية)
- ذا كساندرا كروسينغ على موقع ميتاكريتيك (الإنجليزية)
- ذا كساندرا كروسينغ على موقع روتن توميتوز (الإنجليزية)
- ذا كساندرا كروسينغ على موقع قاعدة بيانات الأفلام العربية
- ذا كساندرا كروسينغ على موقع ألو سيني (الفرنسية)
- ذا كساندرا كروسينغ على موقع Turner Classic Movies (الإنجليزية)
- ذا كساندرا كروسينغ على موقع أول موفي (الإنجليزية)
- ذا كساندرا كروسينغ على موقع بوكس أوفيس موجو (الإنجليزية)
- ذا كساندرا كروسينغ على موقع فيلمافينيتي (الإسبانية)
- ذا كساندرا كروسينغ على موقع قاعدة بيانات الأفلام السويدية (السويدية)